# Берёза Потанина
Берёза Потанина (лат. Betula potaninii) — вид растений рода Берёза (Betula) семейства Берёзовые (Betulaceae).

## Распространение и экология
В природе ареал вида охватывает Китай — юго-восток провинции Ганьсу, провинцию Шэньси и северо-восток провинции Сычуань.
Произрастает по сырым скалам и в ущельях гор на высоте 2000—2800 м над уровнем моря.

## Ботаническое описание
Кустарник или небольшое дерево высотой 3—6 м. Ветви тонкие, восходящие, распростёртые или свешивающиеся. Побеги густо опушенные длинными, прижатыми, золотисто-рыжими волосками; позже оголяющиеся, пурпурно-коричневые с мелкими продолговатыми или круглыми чечевичками.
Почки яйцевидные, притуплённые, длиной 4 мм, с притуплёнными блестящими, голыми чешуями. Листья яйцевидно-эллиптические до яйцевидно-ланцетных, длиной 2,5—3,5 см, шириной 1—1,8 см, острые или туповатые, с округлённым основанием, по краю неравно-мелкозубчатые, сверху тёмно-зелёные, почти голые, снизу более бледные, с длинным серовато-рыжим опушением вдоль жилок, на черешках длиной 2—5 мм.
Пестичные серёжки сидячие, коротко-цилиндрические, длиной до 1,5 см, диаметром 5 мм. Прицветные чешуйки почти равной длины и ширины, притупленно-трёхлопастные, волосистые, средняя лопасть с пучком волосков на конце, лишь немного длиннее боковых, сильно расходящихся и одинаковой с ними формы. Чешуйки после выпадения орешков не осыпаются.
Орешек блестящий, почти или совсем бескрылый, у конца коротко опушённый.

## Таксономия
Вид Берёза Потанина входит в род Берёза (Betula) подсемейства Берёзовые (Betuloideae) семейства Берёзовые (Betulaceae) порядка Букоцветные (Fagales).
|  |                                      |  |                                                             |                                                             |                     |  | ещё 7 семейств (согласно Системе APG II) | ещё 7 семейств (согласно Системе APG II)                   |                                                            |  |  |  | ещё 1—2 рода        | ещё 1—2 рода        |  |  |
|  |                                      |  |                                                             |                                                             |                     |  | ещё 7 семейств (согласно Системе APG II) | ещё 7 семейств (согласно Системе APG II)                   |                                                            |  |  |  | ещё 1—2 рода        | ещё 1—2 рода        |  |  |
|  |                                      |  |                                                             | порядок Букоцветные                                         |                     |  |                                          |                                                            | подсемейство Берёзовые                                     |  |  |  |                     | вид Берёза Потанина |  |  |
|  |                                      |  |                                                             | порядок Букоцветные                                         |                     |  |                                          |                                                            | подсемейство Берёзовые                                     |  |  |  |                     | вид Берёза Потанина |  |  |
|  | отдел Цветковые, или Покрытосеменные |  |                                                             |                                                             | семейство Берёзовые |  |                                          |                                                            | род Берёза                                                 |  |  |  |                     |                     |  |  |
|  | отдел Цветковые, или Покрытосеменные |  |                                                             |                                                             |                     |  |                                          |                                                            |                                                            |  |  |  |                     |                     |  |  |
|  |                                      |  | ещё 44 порядка цветковых растений (согласно Системе APG II) | ещё 44 порядка цветковых растений (согласно Системе APG II) |                     |  |                                          | ещё одно подсемейство, Лещиновые (согласно Системе APG II) | ещё одно подсемейство, Лещиновые (согласно Системе APG II) |  |  |  | ещё более 110 видов |                     |  |  |
|  |                                      |  |                                                             | ещё 44 порядка цветковых растений (согласно Системе APG II) |                     |  |                                          |                                                            | ещё одно подсемейство, Лещиновые (согласно Системе APG II) |  |  |  |                     |                     |  |  |